# メイニエ

メイニエの紋章

メイニエ（Meinier）はスイス連邦・ジュネーヴ州の東部、レマン湖の南側にある基礎自治体（コミューン）。ジュネーヴ州のシュレ、コロンジュ・ベルリヴ、コルジエ、ジー、ジュシー、プレザンジュのコミューンに囲まれている。

## データ
- 面積:6.95 km²
- 人口:1787人(2008年1月)